# Ligue féminine de basket 2019-2020
Navigation
2018-2019 2020-2021
| \| Bourges Lyon Lattes Mont-de-Marsan Nantes Landerneau Charleville-Mézières Saint-Amand-les-Eaux Villeneuve-d'Ascq Charnay-lès-Mâcon La Roche-sur-Yon Tarbes \| Localisation des clubs. |
| Bourges Lyon Lattes Mont-de-Marsan Nantes Landerneau Charleville-Mézières Saint-Amand-les-Eaux Villeneuve-d'Ascq Charnay-lès-Mâcon La Roche-sur-Yon Tarbes                               |

La saison 2019-2020 de la LFB est la 22e édition de la Ligue féminine de basket.
Après la suspension de la compétition le 13 mars 2020 en raison de la pandémie de Covid-19, le championnat est définitivement arrêté le 10 avril 2020. Le titre n'est pas attribué et aucune relégation n'est effectuée.

## Formule de la compétition
Le championnat est composé de douze équipes. Les huit meilleures équipes participent aux play-offs et les quatre dernières aux play-dows. L’équipe vainqueur des play-offs est championne de France, l’équipe dernière des play-downs descend en Ligue féminine 2.

## Clubs participants
Légende des couleurs
- Euroligue féminine de basket-ball 2019-2020
- Eurocoupe féminine de basket-ball 2019-2020
- Promu de Ligue féminine 2 2018-2019

| Club                                                         | Ville                | Dernière montée | Classement 2018-2019 | Entraîneur        | Depuis | Salle                                | Capacité théorique | Nombre de saisons en LFB |
| ------------------------------------------------------------ | -------------------- | --------------- | -------------------- | ----------------- | ------ | ------------------------------------ | ------------------ | ------------------------ |
| Tango Bourges Basket                                         | Bourges              | 1991            | 02                   | Olivier Lafargue  | 2017   | Palais des sports du Prado           | 5 000              | 28                       |
| Flammes Carolo basket                                        | Charleville-Mézières | 2010            | 04                   | Romuald Yernaux   | 2002   | Caisse d’épargne Arena               | 2 960              | 9                        |
| Charnay Basket Bourgogne Sud                                 | Charnay-lès-Mâcon    | 2019            | 01 (LF2)             | Matthieu Chauvet  | 2016   | Le Cosec                             | 700                | 0                        |
| Landerneau Bretagne Basket                                   | Landerneau           | 2018            | 07                   | Stéphane Leite    | 2014   | La Cimenterie                        | 1 500              | 1                        |
| Basket Landes                                                | Mont-de-Marsan       | 2008            | 06                   | Julie Barennes    | 2019   | Espace François-Mitterrand           | 2 500              | 11                       |
| Basket Lattes Montpellier Méditerranée Métropole Association | Lattes               | 2001            | 03                   | Thibaut Petit     | 2018   | Palais des sports de Lattes          | 1 000              | 18                       |
| LDLC ASVEL féminin                                           | Lyon                 | 2011            | 01                   | Valéry Demory     | 2017   | Salle Mado Bonnet                    | 1 400              | 8                        |
| Nantes Rezé Basket                                           | Nantes               | 2008            | 11                   | Emmanuel Cœuret   | 2012   | Salle de la Trocardière              | 4 238              | 11                       |
| Roche Vendée Basket Club                                     | La Roche-sur-Yon     | 2017            | 05                   | Emmanuel Body     | 2013   | Salle des Oudairies                  | 2 500              | 2                        |
| Saint-Amand Hainaut Basket                                   | Saint-Amand-les-Eaux | 2010            | 10                   | Fabrice Fernandes | 2013   | Salle Maurice-Hugot                  | 1 700              | 10                       |
| Tarbes Gespe Bigorre                                         | Tarbes               | 2016            | 08                   | François Gomez    | 2015   | Palais des sports du quai de l'Adour | 2 000              | 27                       |
| Villeneuve-d’Ascq                                            | Villeneuve-d’Ascq    | 2000            | 09                   | Rachid Meziane    | 2019   | Le Palacium                          | 1 800              | 19                       |

## La saison régulière

### Classement de la saison régulière
En cas d’égalité, les clubs sont départagés en fonction des résultats obtenus lors de leurs confrontations directes, indiquées entre parenthèses si nécessaire.
| Rang | Équipe                     | Pts | J  | G  | P  | Pp   | Pc   | Diff |
| ---- | -------------------------- | --- | -- | -- | -- | ---- | ---- | ---- |
| 1    | LDLC Lyon ASVEL féminin T  | 30  | 16 | 14 | 2  | 1254 | 1073 | 181  |
| 2    | Tango Bourges C            | 29  | 16 | 13 | 3  | 1245 | 1049 | 196  |
| 3    | FCB Charleville-Mézières   | 27  | 17 | 10 | 7  | 1309 | 1214 | 95   |
| 4    | Lattes-Montpellier BLMA F  | 27  | 16 | 11 | 5  | 1237 | 1107 | 130  |
| 5    | Landerneau Bretagne Basket | 26  | 17 | 9  | 8  | 1212 | 1184 | 28   |
| 6    | Basket Landes              | 25  | 16 | 9  | 7  | 1128 | 1070 | 58   |
| 7    | Roche Vendée Basket Club   | 25  | 17 | 8  | 9  | 1249 | 1308 | -59  |
| 8    | ESB Villeneuve-d'Ascq LM   | 23  | 16 | 7  | 9  | 1113 | 1202 | -89  |
| 9    | Saint-Amand Hainaut Basket | 21  | 16 | 5  | 11 | 1086 | 1140 | -54  |
| 10   | Charnay-lès-Mâcon P        | 21  | 17 | 4  | 13 | 1159 | 1289 | -130 |
| 11   | Tarbes Gespe Bigorre       | 20  | 16 | 4  | 12 | 1016 | 1201 | -185 |
| 12   | Nantes Rezé Basket         | 20  | 16 | 4  | 12 | 1080 | 1251 | -171 |

|   | Qualification pour les play-offs 2020 |
|   | Participation aux play-downs 2020     |
| T | Tenant du titre 2019                  |
| F | Finaliste 2019                        |
| P | Promu de LF2                          |
| C | Vainqueur de la Coupe de France 2019  |

### Matchs
| Résultats (dom.\ext.)                                              | BOU   | CHV   | CHN   | LDR   | LDS   | LAT   | LYO   | NAN    | ROC   | SAH   | TAR   | VIL    |
| Bourges                                                            |       | -     | 83-51 | 73-55 | 85-67 | -     | 82-65 | 86-72  | 69-77 | -     | -     | 85-71  |
| Charleville-Mézières                                               | 73-70 |       | 80-64 | -     | 76-58 | 84-79 | -     | 103-70 | 89-63 | 59-64 | 95-76 | 78-69  |
| Charnay-lès-Mâcon                                                  | 70-77 | 81-73 |       | -     | 69-74 | 62-95 | -     | -      | 82-65 | 62-67 | -     | 58-67  |
| Landerneau                                                         | -     | 90-77 | 70-60 |       | 77-80 | 77-72 | 53-79 | 66-56  | 82-86 | 74-65 | 76-64 | -      |
| Basket Landes                                                      | 65-80 | 71-58 | 96-58 | 53-65 |       | -     | 61-74 | -      | 82-61 | -     | 89-45 | 72-61  |
| Lattes-Montpellier                                                 | 63-80 | -     | 67-59 | -     | 81-58 |       | 72-58 | 86-54  | 66-61 | 85-74 | -     | -      |
| Lyon                                                               | 68-64 | 89-79 | 78-54 | 75-71 | -     | 94-73 |       | -      | 82-71 | 79-66 | 90-51 | 75-56  |
| Nantes-Rezé                                                        | -     | 83-73 | 69-80 | 70-64 | 58-79 | 64-98 | 72-78 |        | 83-75 | 68-84 | 63-52 | -      |
| La Roche-sur-Yon                                                   | 61-85 | -     | 83-80 | 74-90 | 62-56 | 81-74 | -     | -      |       | -     | 74-73 | 100-60 |
| Saint-Amand Hainaut                                                | 66-73 | 76-79 | 65-91 | 47-58 | 60-67 | 59-62 | -     | 82-73  | 65-74 |       | 77-65 | -      |
| Tarbes                                                             | 58-81 | 45-74 | 80-72 | 67-60 | -     | 75-83 | 65-71 | 74-62  | -     | -     |       | 68-62  |
| Villeneuve-d’Ascq                                                  | 61-72 | 66-59 | -     | 86-84 | -     | 67-81 | 83-99 | 71-63  | 90-81 | 71-69 | 72-58 |        |
| - Victoire à domicile - Victoire à l'extérieur - Match non disputé |       |       |       |       |       |       |       |        |       |       |       |        |

### Évolution du classement
| Journées / Clubs     | 1    | 2    | 3    | 4   | 4R | 5  | 6  | 7  | 8  | 9  | 10 | 11 | 12 | 13 | 14 | 15 | 16 | 17 | 18 | 19 | 20 | 21 | 22 | Journées en tête | Journées play-down |
| -------------------- | ---- | ---- | ---- | --- | -- | -- | -- | -- | -- | -- | -- | -- | -- | -- | -- | -- | -- | -- | -- | -- | -- | -- | -- | ---------------- | ------------------ |
| Bourges              | 12-1 | 12-1 | 9-1  | 7-1 | 5  | 5  | 4  | 4  | 3  | 2  | 2  | 2  | 2  | 2  | 2  | 2  | 2  |    |    |    |    |    |    |                  | 3                  |
| Charleville-Mézières | 9    | 5    | 7    | 8   | 8  | 9  | 9  | 10 | 10 | 8  | 10 | 9  | 9  | 8  | 5  | 5  | 5  |    |    |    |    |    |    |                  | 8                  |
| Charnay-lès-Mâcon    | 7    | 9    | 11   | 12  | 12 | 12 | 10 | 11 | 11 | 11 | 11 | 11 | 11 | 11 | 11 | 11 | 11 |    |    |    |    |    |    |                  | 15                 |
| Landerneau           | 6    | 8    | 6    | 9   | 9  | 8  | 6  | 6  | 6  | 7  | 7  | 5  | 5  | 4  | 4  | 4  | 4  |    |    |    |    |    |    |                  | 1                  |
| Basket Landes        | 2    | 3    | 4    | 5   | 7  | 4  | 5  | 5  | 4  | 5  | 5  | 4  | 4  | 5  | 6  | 6  | 6  |    |    |    |    |    |    |                  |                    |
| Lattes-Montpellier   | 4    | 2    | 1    | 1   | 1  | 1  | 1  | 1  | 1  | 3  | 3  | 3  | 3  | 3  | 3  | 3  | 3  |    |    |    |    |    |    | 6                |                    |
| Lyon                 | 11-1 | 7-1  | 10-1 | 6-1 | 3  | 2  | 2  | 2  | 2  | 1  | 1  | 1  | 1  | 1  | 1  | 1  | 1  |    |    |    |    |    |    | 8                | 2                  |
| Nantes-Rezé          | 8    | 10   | 8    | 10  | 10 | 10 | 11 | 12 | 12 | 12 | 12 | 12 | 12 | 12 | 12 | 12 | 12 |    |    |    |    |    |    |                  | 14                 |
| La Roche-sur-Yon     | 1    | 1    | 2    | 2   | 2  | 3  | 3  | 3  | 5  | 4  | 4  | 6  | 6  | 7  | 8  | 8  | 8  |    |    |    |    |    |    | 2                |                    |
| Saint-Amand Hainaut  | 3    | 4    | 3    | 4   | 6  | 6  | 7  | 7  | 7  | 9  | 9  | 8  | 8  | 9  | 9  | 9  | 9  |    |    |    |    |    |    |                  | 6                  |
| Tarbes               | 5    | 6    | 5    | 3   | 4  | 7  | 8  | 8  | 9  | 10 | 8  | 10 | 10 | 10 | 10 | 10 | 10 |    |    |    |    |    |    |                  | 8                  |
| Villeneuve-d’Ascq    | 10   | 11   | 12   | 11  | 11 | 11 | 12 | 10 | 8  | 6  | 6  | 7  | 7  | 6  | 7  | 7  | 7  |    |    |    |    |    |    |                  | 7                  |

–1 :
- La rencontre Lyon–Bourges comptant pour la 1re journée a été repoussée au 27 octobre, soit entre les 4e et 5e journées, en raison du match des champions organisé lors de l’Open LFB en ouverture du championnat entre ces deux équipes.

### État de forme des équipes
| Journées / Clubs     | 1 | 2 | 3 | 4 | 5 | 6 | 7 | 8 | 9 | 10 | 11 | 12 | 13 | 14 | 15 | 16 | 17 | 18 | 19 | 20 | 21 | 22 |
| -------------------- | - | - | - | - | - | - | - | - | - | -- | -- | -- | -- | -- | -- | -- | -- | -- | -- | -- | -- | -- |
| Bourges              | P | P | G | G | G | G | G | G | G | G  | P  | G  | G  | G  | G  | G  |    |    |    |    |    |    |
| Charleville-Mézières | P | G | P | P | P | P | P | G | G | P  | G  | G  | G  | G  | G  | G  | G  |    |    |    |    |    |
| Charnay-lès-Mâcon    | P | P | P | P | P | G | P | P | G | P  | P  | P  | G  | G  | P  | P  | P  |    |    |    |    |    |
| Landerneau           | P | P | G | P | G | G | G | P | P | G  | G  | G  | G  | G  | P  | P  | P  |    |    |    |    |    |
| Basket Landes        | G | G | P | P | G | G | G | G | P | P  | G  | P  | P  | P  | G  | G  |    |    |    |    |    |    |
| Lattes-Montpellier   | G | G | G | G | G | G | P | G | P | G  | P  | G  | G  | P  | G  | P  |    |    |    |    |    |    |
| Lyon                 | G | G | P | G | G | G | G | G | G | G  | G  | P  | G  | G  | G  | G  |    |    |    |    |    |    |
| Nantes-Rezé          | P | P | G | P | P | P | P | P | P | P  | G  | P  | P  | P  | G  | G  |    |    |    |    |    |    |
| La Roche-sur-Yon     | G | G | G | G | P | P | G | P | G | P  | P  | P  | P  | P  | P  | G  | G  |    |    |    |    |    |
| Saint-Amand Hainaut  | G | G | P | P | G | P | P | P | P | P  | G  | G  | P  | P  | P  | P  |    |    |    |    |    |    |
| Tarbes               | G | P | G | G | P | P | P | P | P | G  | P  | P  | P  | P  | P  | P  |    |    |    |    |    |    |
| Villeneuve-d’Ascq    | P | P | P | G | P | P | G | G | G | G  | P  | G  | P  | G  | P  | P  |    |    |    |    |    |    |

Séries de la saison
- Séries de victoires : 8 (Bourges, Lyon)
- Séries de défaites : 7 (Nantes-Rezé)

## Phase finale
Cette phase finale est annulée en raison de la pandémie de Covid-19.

### Playoffs
Cette année, les huit meilleures équipes devaient accéder aux playoffs. La première rencontrerait la huitième, la seconde rencontrerait la septième, la troisième rencontrerait la sixième et la quatrième rencontrerait  la cinquième du classement à l’issue de la saison régulière.

### Playdowns
Les quatre dernières équipes de la saison régulière devaient s'affronter sur des matches aller-retour, tout en conservant les résultats acquis en saison régulière entre elles.

## Statistiques

### Meilleures moyennes individuelles par match
| # | Nom               | Club               | MJ | Points | PPM   |
| - | ----------------- | ------------------ | -- | ------ | ----- |
| 1 | Stephanie Mavunga | Lattes-Montpellier | 11 | 190    | 17,27 |
| 2 | Jacinta Monroe    | Nantes-Rezé        | 15 | 246    | 16,40 |
| 3 | Gabby Williams    | Lattes-Montpellier | 16 | 254    | 15,88 |
| 4 | Ezinne Kalu       | Landerneau         | 16 | 248    | 15,50 |
| 5 | Aaryn Ellenberg   | Saint-Amand        | 16 | 246    | 15,38 |

| # | Nom               | Club                 | MJ | T2R/T2T | %2 |
| - | ----------------- | -------------------- | -- | ------- | -- |
| 1 | Julie Allemand    | Lyon                 | 33 | 51      | 65 |
| 2 | Lidija Turčinović | Landes               | 21 | 33      | 64 |
| 3 | Shae Kelley       | Charleville-Mézières | 38 | 59      | 64 |
| 4 | Alexia Chartereau | Bourges              | 77 | 122     | 63 |
| 5 | Ana Tadić         | Tarbes               | 20 | 33      | 61 |

| # | Nom               | Club              | MJ | T3R/T3T | %3 |
| - | ----------------- | ----------------- | -- | ------- | -- |
| 1 | Julie Allemand    | Lyon              | 22 | 42      | 52 |
| 2 | Céline Dumerc     | Landes            | 17 | 36      | 47 |
| 3 | Kristen Sharp     | Villeneuve-d’Ascq | 16 | 35      | 46 |
| 4 | Ingrid Tanqueray  | Lyon              | 25 | 56      | 45 |
| 5 | Lidija Turčinović | Landes            | 16 | 36      | 44 |

| # | Nom               | Club        | MJ | T1R/T1T | %1 |
| - | ----------------- | ----------- | -- | ------- | -- |
| 1 | Aaryn Ellenberg   | Saint-Amand | 15 | 16      | 94 |
| 2 | Ana Suárez        | Landes      | 15 | 16      | 94 |
| 2 | Miranda Ayim      | Landes      | 30 | 32      | 94 |
| 4 | Alexia Chartereau | Bourges     | 40 | 44      | 91 |
| 5 | Marine Johannès   | Lyon        | 26 | 29      | 90 |

| # | Nom               | Club                 | MJ | Rbds | RPM   |
| - | ----------------- | -------------------- | -- | ---- | ----- |
| 1 | Stephanie Mavunga | Lattes-Montpellier   | 11 | 127  | 11,55 |
| 2 | Osaretin Akhator  | Charleville-Mézières | 9  | 86   | 9,56  |
| 3 | Jacinta Monroe    | Nantes-Rezé          | 15 | 38   | 9,2   |
| 4 | Ashley Bruner     | Landerneau           | 16 | 128  | 8,0   |
| 5 | Djéné Diawara     | Charleville-Mézières | 16 | 126  | 7,88  |

| # | Nom              | Club                 | MJ | PD | PPM  |
| - | ---------------- | -------------------- | -- | -- | ---- |
| 1 | Amel Bouderra    | Charleville-Mézières | 15 | 81 | 5,4  |
| 2 | Julie Allemand   | Lyon                 | 16 | 82 | 5,13 |
| 3 | Ana Suárez       | Landes               | 15 | 74 | 4,93 |
| 4 | Virginie Brémont | Landerneau           | 14 | 64 | 4,57 |
| 5 | Sarah Michel     | Bourges              | 16 | 67 | 4,19 |

| # | Nom                  | Club               | MJ | Ctr. | CPM  |
| - | -------------------- | ------------------ | -- | ---- | ---- |
| 1 | Stephanie Mavunga    | Lattes-Montpellier | 11 | 17   | 1,55 |
| 2 | Aby Gaye             | Landes             | 15 | 19   | 1,27 |
| 3 | Diandra Tchatchouang | Lattes-Montpellier | 13 | 14   | 1,08 |
| 4 | Helena Ciak          | Lyon               | 15 | 15   | 1,0  |
| 5 | Miranda Ayim         | Landes             | 16 | 14   | 0,88 |

| # | Nom              | Club                 | MJ | Int. | IPM  |
| - | ---------------- | -------------------- | -- | ---- | ---- |
| 1 | Sarah Michel     | Bourges              | 16 | 43   | 2,69 |
| 2 | Jacinta Monroe   | Nantes-Rezé          | 5  | 34   | 2,27 |
| 3 | Osaretin Akhator | Charleville-Mézières | 9  | 20   | 2,22 |
| 4 | Gabby Williams   | Lattes-Montpellier   | 16 | 34   | 2,13 |
| 5 | Ezinne Kalu      | Landerneau           | 16 | 33   | 2,06 |

| # | Nom              | Club              | MJ | BP | BPM  |
| - | ---------------- | ----------------- | -- | -- | ---- |
| 1 | Lætitia Guapo    | Charnay-lès-Mâcon | 16 | 61 | 3,81 |
| 1 | Marine Fauthoux  | Tarbes            | 16 | 61 | 3,81 |
| 3 | Tima Pouye       | Tarbes            | 14 | 51 | 3,64 |
| 4 | Jasmine Bailey   | La Roche-sur-Yon  | 14 | 45 | 3,21 |
| 5 | Océane Monpierre | La Roche-sur-Yon  | 16 | 57 | 2,94 |

| # | Nom               | Club                 | MJ | Éva. | ÉPM   |
| - | ----------------- | -------------------- | -- | ---- | ----- |
| 1 | Jacinta Monroe    | Nantes-Rezé          | 15 |      | 21,6  |
| 2 | Stephanie Mavunga | Lattes-Montpellier   | 11 |      | 20,63 |
| 3 | Osaretin Akhator  | Charleville-Mézières | 9  |      | 20    |
| 4 | Gabby Williams    | Lattes-Montpellier   | 16 |      | 16,43 |
| 5 | Alexia Chartereau | Bourges              | 16 |      | 15,87 |

## Récompenses individuelles

### Trophées du basket

#### Récompenses individuelles
- Lors des Trophées du basket 2020, devaient révélés la meilleure joueuse, la meilleure espoir ainsi que le meilleur entraîneur de la saison. Ces récompenses ne sont pas décernées.

#### Meilleur cinq
| Meneuse | Arrière | Ailière | Intérieure | Pivot |
| ------- | ------- | ------- | ---------- | ----- |
|         |         |         |            |       |

## Clubs engagés en coupe d’Europe

### Euroligue
| Équipe             | Qualifications                                 | Qualifications                                 | Saison régulière | Saison régulière | Playoffs                                            | Playoffs                              | Bilan général |
| Équipe             | Résultat                                       | V–D (%V)                                       | Résultat         | V–D (%V)         | Résultat                                            | V–D (%V)                              | V–D (%V)      |
| ------------------ | ---------------------------------------------- | ---------------------------------------------- | ---------------- | ---------------- | --------------------------------------------------- | ------------------------------------- | ------------- |
| Bourges            | Directement qualifiée pour la saison régulière | Directement qualifiée pour la saison régulière | 4e du groupe A   | 8 - 6 (57 %)     | 1/4 de finale Saison annulée - Pandémie de Covid-19 | 0 - 1 (0 %)                           | 8 - 7 (53 %)  |
| Lyon               | Directement qualifiée pour la saison régulière | Directement qualifiée pour la saison régulière | 2e du groupe B   | 8 - 6 (57 %)     | 1/4 de finale Saison annulée - Pandémie de Covid-19 | 0 - 1 (0 %)                           | 8 - 7 (53 %)  |
| Lattes-Montpellier | Qualifiée                                      | 2 – 0 (100 %)                                  | 4e du groupe B   | 7 - 7 (50 %)     | Saison annulée - Pandémie de Covid-19               | Saison annulée - Pandémie de Covid-19 | 9 - 7 (56 %)  |

### Eurocoupe
| Équipe               | Qualifications                                 | Qualifications                                 | Saison régulière | Saison régulière | Playoffs                                            | Playoffs         | Bilan général    |
| Équipe               | Résultat                                       | V–D (%V)                                       | Résultat         | V–D (%V)         | Résultat                                            | V–N–D (%V)       | V–N–D (%V)       |
| -------------------- | ---------------------------------------------- | ---------------------------------------------- | ---------------- | ---------------- | --------------------------------------------------- | ---------------- | ---------------- |
| Basket Landes        | Directement qualifiée pour la saison régulière | Directement qualifiée pour la saison régulière | 1re du groupe H  | 6 - 0 (100 %)    | 1/4 de finale Saison annulée - Pandémie de Covid-19 | 3 - 1 - 1 (60 %) | 9 - 1 - 1 (82 %) |
| Charleville-Mézières | Directement qualifiée pour la saison régulière | Directement qualifiée pour la saison régulière | 1re du groupe J  | 5 - 1 (83 %)     | 1/4 de finale Saison annulée - Pandémie de Covid-19 | 4 - 1 - 0 (80 %) | 9 - 1 - 1 (82 %) |
| Roche Vendée         | Directement qualifiée pour la saison régulière | Directement qualifiée pour la saison régulière | 2e du groupe J   | 4 - 2 (67 %)     | Premier tour                                        | 1 - 0 - 1 (50 %) | 5 - 0 - 3 (63 %) |